# Caicara del Orinoco
Caicara del Orinoco es la capital del municipio Cedeño, estado Bolívar, Venezuela. Fundada el 20 de abril de 1771. Con una población de 66.315 habitantes; la ciudad se ubica al oeste del estado Bolívar, a orillas del río Orinoco, y de aquí también hay otras poblaciones satélites cercanas a la ciudad que hacen grandes comercios a los turistas, al igual que los pobladores de Caicara del Orinoco, su ubicación es muy positiva por el simple hecho de tener agua limpia del Orinoco, que sirve para variados usos: limpieza, consumo humano una vez tratada, uso industrial entre otros, además de formar parte de la faja petrolífera del Orinoco.

## Toponimia
El nombre Caicara del Orinoco tiene origen indígena. Según investigaciones del escritor Jorge Isaacs en su obra «Las tribus indígenas del Magdalena», el término proviene del vocablo utilizado por los guajiros, quienes denominaban «Kai kara» a un puerto fluvial. En su idioma, Kai significa sol y Kara se refiere a una niña pequeña.
La combinación de ambos términos («Kaikara») daría como resultado el significado atribuido a Caicara como «La Niña del Sol», interpretación que alude tanto a su raíz lingüística ancestral como a su valor simbólico dentro del imaginario indígena del Orinoco..

## Historia
Desde tiempos precolombinos la zona de Caicara fue ocupada por importantes comunidades de etnias originarias. Los principales grupos autóctonos son los panares, los joti y los piaroas. Estos grupos hablan, respectivamente, los idiomas panare, hoti y piaroa.
Caicara del Orinoco fue fundada por el teniente coronel Don Manuel Centurión Guerrero de Torres, quien fuera gobernador de la provincia de Guayana, el 20 de abril de 1771.
Luego se realiza una repoblación por Don Pedro Bolívar en la parte alta de la actual población. Durante la Guerra Federal, es quemada por el General Ambrosio Tapia, por no encontrar bebidas alcohólicas que satisficieran su vicio. 
Para el año 1800 el Barón Alejandro von Humboldt y Aimé Bonpland visitan esta región, dejando sus datos e impresionesd sobre los petroglifos indígenas en la obra "Viaje a las Regiones Equinoccionales". 
En 1817 el Libertador Simón Bolívar, pasa y pernocta por una noche en la población, en su paso hacia la región de Apure, donde iba a reunirse con el General Páez. 
El General Manuel Cedeño «El bravo de los bravos de Colombia», cuyo apellido ostenta el municipio, pasó su infancia y juventud entre los hatos de El Tigre, la Bendición y Caicara. Organizó también un ejército ayudado por los coroneles Riobueno y en 1816 derrota al teniente coronel Cerruti en las inmediaciones del Río Cuchivero.
Para 1881 fue capital provisional del Estado Bolívar que estaba integrado por Guayana y Apure. El Presidente fue el General Manuel Salvador Briceño. 
En 1901 llega a Caicara del Orinoco Manuel Salvador Gómez,  quien contribuyó de manera importante a la educación en el pueblo. Manuel Salvador Gómez fundó el Colegio Cedeño donde los niños de la época van a acudir en busca del conocimiento. Sin embargo, no fue el pionero de la educación en el pueblo. Ya para 1877 existían dos escuelas en Caicara, creadas, al parecer, a partir del Decreto de Instrucción Pública, Gratuita y Obligatoria del Presidente Antonio Guzmán Blanco, del 27 de junio de 1870, el cual establecía la creación de escuelas en los más apartados pueblos del país. 
Para 1902, el Grupo escolar Cedeño se reconoce oficialmente y Don Manuel Salvador es nombrado preceptor. En 1936 se fundan la escuela de varones Manuel Manrique y la de niñas Ascensión Farreras. Estas instituciones funcionaron por separado hasta 1958, cuando el contralmirante Wolfgang Larrazábal, presidente de la Junta de Gobierno que se constituyó después del derrocamiento del dictador Marcos Pérez Jiménez, fundó la actual sede de la Unidad Educativa Manuel Manrique para niñas y varones. Este inmueble fue construido a finales de 1957, bajo el gobierno del general Marcos Pérez Jiménez, pero al ser derrocado a principios del año 1958, no pudo inaugurarla.
En 1960, un grupo de docentes, entre los que destacan el profesor Natalio Loreto y Alicia Capote de Mijares, gestionaron la fundación del Liceo Manuel Cedeño. Como primer director del Liceo Cedeño había sido designado Natalio Loreto, quien ya venía desempeñando el cargo de Director del Grupo Manuel Manrique desde 1948, por lo que la dirección del Liceo quedó a cargo de Alicia Capote de Mijares, a quien se tiene como primera directora de esta institución, pionera de la educación secundaria en Caicara. La primera promoción de bachilleres del Liceo Cedeño egresó en 1979, bajo la dirección del profesor José Ricardo Juliagarcía.

La Santa Iglesia Parroquial actual fue construida en 1903 por el general Pablo Antonio Garrido en homenaje a Nuestra Señora de la Luz, patrona bajo cuya advocación se encuentra el pueblo católico caicarense. En 1915 un incendio destruyó la estructura de la Iglesia, siendo reconstruida a principios de la década de 1930. Existe información en internet, según la cual las campanas de la Iglesia de Caicara fueron donadas por la Reina Isabel I de Castilla. Esta aseveración es un imposible histórico, pues, la reina Isabel I de Castilla falleció en 1504, 267 años antes de la fundación de Caicara. El campanario de esta iglesia, según fuentes orales, fue construido en 1952, y el reloj de este campanario fue donado por un comerciante del pueblo, Cristóbal Azuaje.

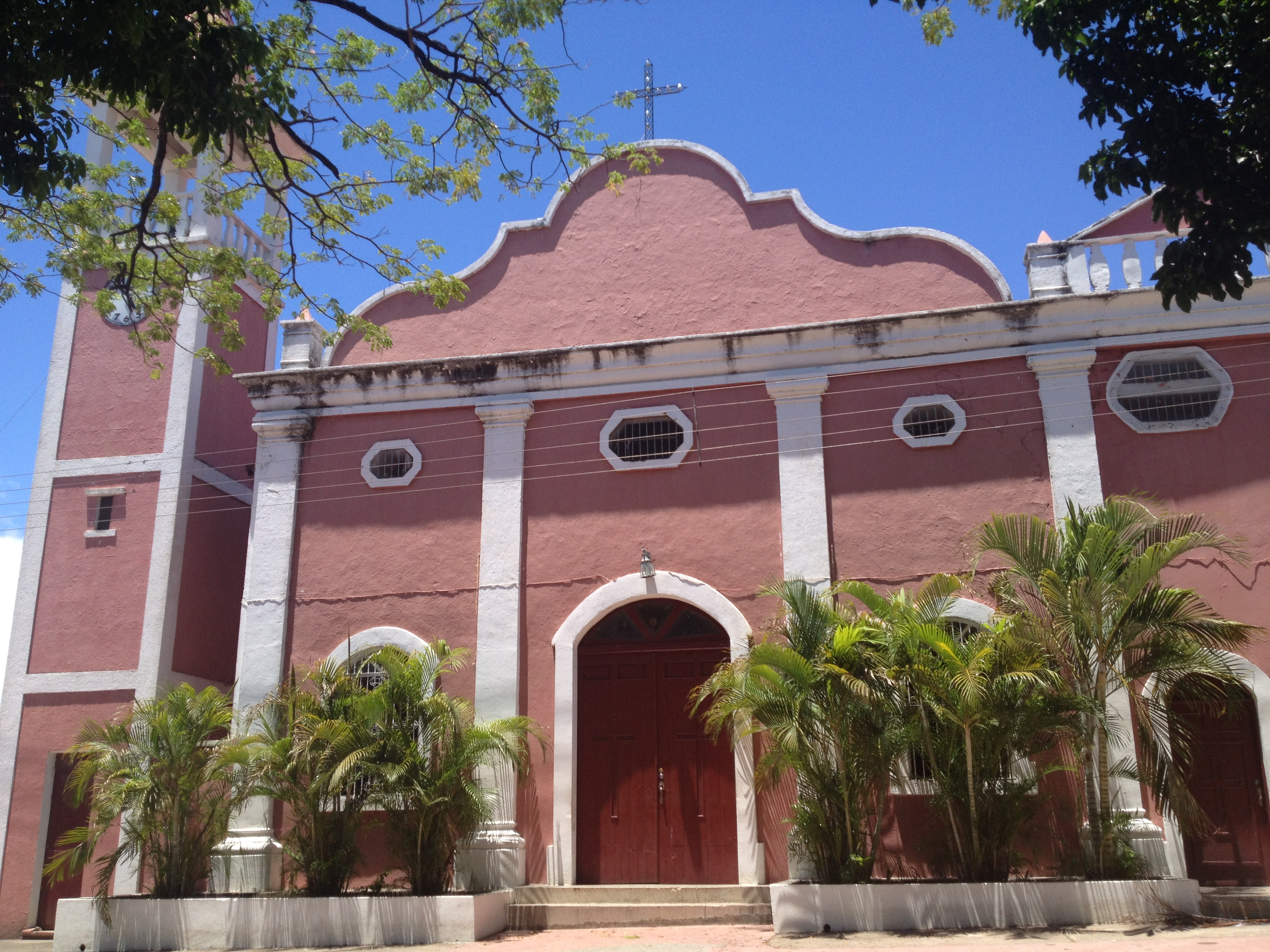
Iglesia de Caicara Del Orinoco

## Medios de comunicación
El primer medio de comunicación en la población de Caicara del Orinoco y sus alrededores fue Radio Caicara 1430 AM. Con más de 30 años de programación popular, exaltando el talento y la creatividad del Caicareño, ha sido parte del crecimiento de la población en general y por ende de la culturización de la comunidad. Gracias a esta escuela se manifiesto el abanico de expresión en la comunidad, abriendo paso a los diferentes medios de comunicación en la zona. Actualmente, Radio Caicara se encuentra fuera del aire.  
Existía en Caicara del Orinoco, el canal televisivo Oritvisión como canal de la localidad y el canal Ecológica TV que tampoco esta en funcionamiento. Se puede sintonizar los demás canales de televisión de Venezuela a través de señal abierta, cable y televisión satelital. 
En cuanto a emisoras radiales, en Caicara están presente: Selva 88.9 FM, Diamante FM, Palmera 102.5 FM, Radiante 95.7 FM,  Río 99.3 FM, Paraíso 103.1 FM y Ondas de Poder 93.9 FM, estas dos últimas emisoras cristianas. Posee una emisora comunitaria: Coroba 89.3 FM. 
La CANTV ofrece su servicio de telefonía y conexión a Internet, otro de los medios telefónicos es Movilnet. Años atrás existió una antena de Movistar que permitía a Caicara del Orinoco gozar de su servicio, pero en 2014, está antena se averió.

## Cultura y Turismo
.

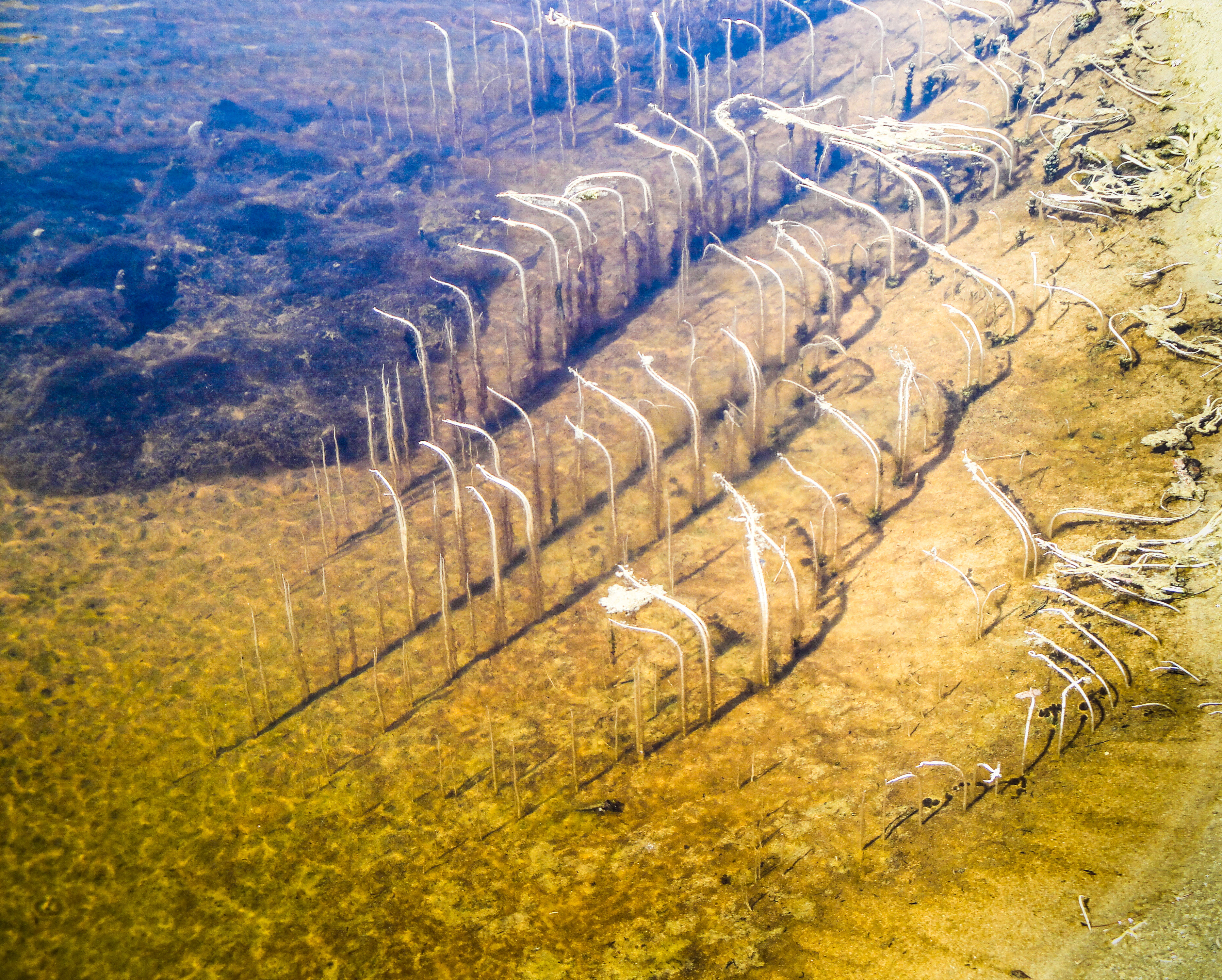
Rio Orinoco

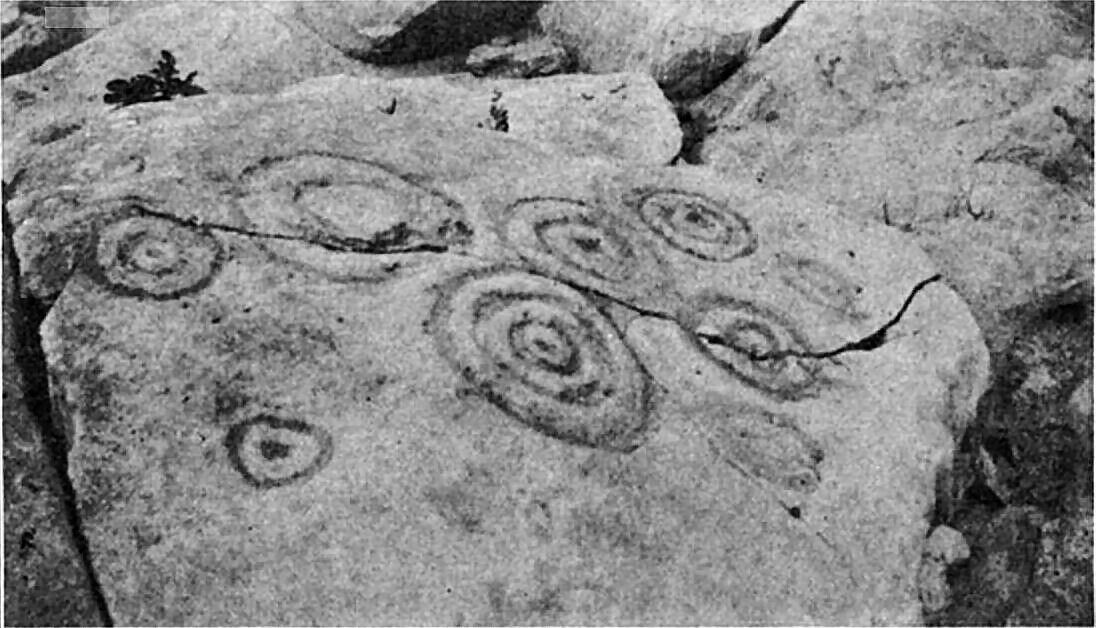
Petroglifos cerca de Caicara

Caicara del Orinoco tiene de reserva arqueológica los Petroglifos, diseminados en sus adyacencias, envueltos en bellas fábulas como la de Amalivaca, donde se narra la historia, como los indígenas según su filosofía conciben la creación del mundo. Es privilegiada por poseer importantes recursos naturales acuáticos, representados por inmensos reservorios de agua dulce en formas de lagunas, caños y ríos caudalosos navegables como el Orinoco, Caura, Cuchivero, Chaviripa y Maniapure, exclusivos para la pesca, y para la práctica de cualquier deporte acuático. Además, cerros y montañas como Pan de Azúcar y Morano llenos de mitos y leyendas, especiales para el disfrute del montañismo.

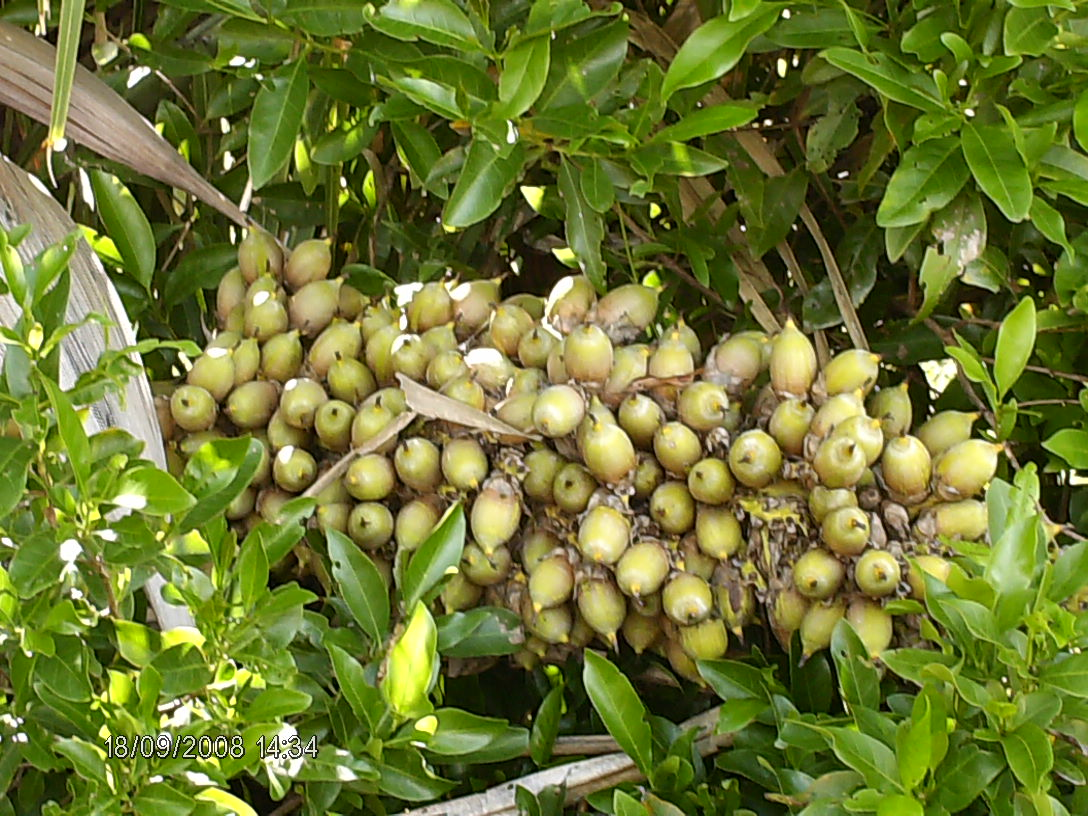
Coroba

Cuenta además con un evento anual que es la Feria de la Coroba, en honor a la Virgen Nuestra Señora de la Luz, que se celebra cada mes de mayo, donde se realizan actos culturales, procesión de la virgen, participaciones de cantantes de joropo y otros géneros, coleo, elección y coronación de la reina, actividades deportivas, exposiciones gastronómicas y artesanales durante tres días.
Los carnavales que se celebran en el mes de febrero son considerados unos de los mejores, estando en el tercer lugar en Venezuela después de los de El Callao, Estado Bolívar, y Maturín, Estado Monagas.
El 17 de diciembre del 2010 ofreció su primer concierto, en la Casa de la Cultura Amalivaca, la Orquesta Sinfónica Infantil y Juvenil del Municipio Cedeño, la cual estaba integrada por alrededor de 50 niños Caicarenses. Ésta orquesta nació gracias al sueño de un grupo de personas perseverantes y hasta el día de hoy continúa activa y creciendo. En julio de 2012 realizó su primera gira regional a Ciudad Guayana compartiendo atriles con la orquesta sinfónica infantil de Ciudad Guayana. Actualmente cuenta con más de 100 niños activos en este hermoso trabajo musical. Su director es Constantino Hernández
Recursos Naturales
El municipio cuenta en casi toda su geografía con inmensos recursos naturales en especial aquellos preciados por su valor en la industria y la joyería tales como el diamante en la zona de Guaniamo, oro en Sipao y en otras áreas, asimismo el coltan, el estaño, caolín, granito y bauxita en la Parroquia Los Pijiguaos, también hay diferentes tipos de arenas y granza utilizadas en la industria de la construcción.

## Transporte
Tiene un pequeño aeropuerto con una pista de 1500 metros de largo por 40 de ancho en buenas condiciones. No tiene aduana.